# 藤原季通
藤原 季通（ふじわら の すえみち）は、平安時代後期の公家・歌人。藤原北家中御門流、権大納言・藤原宗通の三男。官位は正四位上・備後守。

## 経歴
和歌のほか、琵琶・笛・箏などの管弦に巧みであり、白河上皇の信任が篤かった。しかし、若年時に箏の弟子である藤原璋子（鳥羽天皇中宮）と密通したとの嫌疑を受け、その影響から官途の面では不遇であった。
左近衛少将を経て、白河院政期の中期から後期にかけて、美濃守・備後守と受領を歴任した。鳥羽院政期の康治元年（1142年）弟の成通や重通（いずれも権中納言）より官位が余りにも劣っていたことを内大臣・藤原頼長に憐れまれ、その計らいによって正四位下に叙せられる。久安5年（1149年）正四位上に至るが、備後守を去ってからは長く散位であったらしく、結局公卿昇進は果たせなかった。
保元3年（1158年）頃までは生存していたというが、その没年も明らかではない。

## 人物
幼少の頃、兄・伊通と共に伯母の藤原全子の許を訪れた際、全子は「兄の方は将来大臣になるが、弟は凡愚で終わるだろう」と評したという（『古事談』）。果たして、政治面では生涯を通して非才・不遇であり、専ら文化・芸術面でのみ名を遺した人物となった。
歌人としては永久4年（1116年）の鳥羽殿北面歌合に出詠。『千載和歌集』などの勅撰和歌集に16首が採録されているほか、家集として『季通朝臣集』がある。

## 官歴
- 時期不詳：左近衛少将[3]
- 天仁2年（1109年） 9月6日：見美濃守[4]
- 天永3年（1112年） 正月27日：備後守[5]
- 元永2年（1119年） 7月：見備後守[6]
- 康治元年（1142年） 正月5日：正四位下[7]
- 久安5年（1149年） 3月20日：正四位上[8]

## 系譜
『尊卑分脈』による。
- 父：藤原宗通
- 母：藤原顕季の娘
- 生母不詳の子女
  - 男子：藤原伊長 - 少納言
  - 男子：任慶
  - 男子：行忠
  - 男子：範源
  - 男子：智秀

子の伊長は人相見であり相少納言と呼ばれた。源頼政の依頼で以仁王の人相を占って、令旨を出すように促したという（『平家物語』）。